# 34-та піхотна дивізія (Австро-Угорщина)
34-та піхотна дивізія — піхотне з'єднання в складі Збройних сил Австро-Угорщини.

## Історія
З початком Першої Світової Війни в 1914 році 34-та дивізія входила до складу 7-го корпусу.
Навесні 1918 року брала участь у визволенні станції Чаплине, станції Межова, Покровська, станції Очеретине, Горлівки, Бахмута.
Бойові дії:
- 1914-08.1914 Тімошара
- 08.1914-03.1916 Східно-європейський фронт
- 03.1916-07.1916 Італійський фронт
- 07.1916-07.1918 Східно-європейський фронт
- 07.1918-11.1918 Італійський фронт

## Командування
- 08.1914-01.1915 — Йозеф Ріттер Краутвальд фон Аннау
- 01.1915-09.1915 — Юлій фон Биркенхайн
- 09.1915-10.1916 — Рудольф Краусс
- 10.1916-06.1917 — Франтішек Шквор
- 06.1917-11.1918 — Ойген фон Люксардо